# Charles Swinhoe
Charles Swinhoe   (Calcuta, 27 d'agost de 1838 - Londres, 2 de desembre de 1923) va ser un naturalista, ornitòleg i lepidopteròleg anglès, que va servir a l'exèrcit britànic a l'Índia. Va ser un dels vuit fundadors de la Societat d'Història Natural de Bombai i germà del famós naturalista Robert Swinhoe.
Swinhoe va ser comissionat ensign en el 56è Regiment a Peu el 1855, servint a Crimea i va arribar a l'Índia després de la rebel·lió índia de 1857. Va ingressar com a tinent en el 15è Regiment a Peu el 1858 i va tornar al 56è Regiment a Peu el 1859, transferint-se al Bombay Staff Corps el mateix any. Va estar a Kandahar amb Lord Roberts el 1880, i va recollir 341 ocells allà i en la marxa cap a l'Índia. Aquests van ser descrits a la revista The Ibis (1882: 95-126). Va ser ascendit a tinent coronel el 1881 i a coronel el 1885.
Era un bon shikari (caçador) i va caçar 50-60 tigres. Va ser membre de la Unió Britànica d'Ornitòlegs. Va recollir insectes, principalment lepidòpters dels districtes de Bombai, Poona, Mhow i Karachi. Va aportar informació a la revista The Ibis sobre les aus del sud de l'Afganistan i el centre de l'Índia, i va donar 300 pells d'aus de cada país al Museu Britànic. Mentre a Mhow va col·laborar amb el tinent H. E. Barnes sobre els ocells del centre de l'Índia. (Ibis 1885: 62-69, 124-138), també va escriure als Annals and Magazine of Natural History (Anals i Revista d'Història Natural). Juntament amb E. C. Cotes, va publicar un catàleg de les arnes de l'Índia (Calcuta, 1887-89). Va tenir una de les col·leccions més importants de lepidòpters de l'Índia en aquella època (40.000 espècimens de 7000 espècies i 400 noves espècies descrites per ell) i va completar la sèrie Lepidoptera Indica després de la mort de Frederic Moore el 1907. També va escriure A revision of the genera of the family Liparidae (Una revisió dels gèneres de la família Liparidae), amb 1130 entrades. Després de la seva jubilació, es va instal·lar a Oxford i va rebre una M.A. honorari pel seu treball en entomologia. La Societat Entomològica de França el va convertir en membre d'honor.